# Regards protestants
Regards protestants est un portail de médias protestants francophones, créé par la Fondation Bersier - Regards protestants, en janvier 2013. Le site propose chaque jour un regard sur « l'actualité vue par les médias protestants ».

## Présentation
Regards protestants propose une sélection de contenus écrits, vidéos et audios, des médias protestants.
« Le protestantisme est diversifié dans ses opinions et ses expressions » indique Pierre Bardon, le président de la Fondation Bersier - Regards protestants. Le but n’est pas d’uniformiser la pensée protestante. Il est au contraire intéressant de montrer que sur certains sujets les protestants, les luthéro-réformés et les évangéliques n’ont pas le même avis.
Ce regard sur l’actualité s’exprime à partir des médias protestants francophones, de blogs d'intellectuels protestants, de séries de vidéos et de podcasts, de contenus écrits par de jeunes journalistes… Au total, plus d'une centaine de partenaires apportent ainsi leur éclairage sur l’actualité.
- Une première refonte du site est réalisée en septembre 2015.
- En mai 2018, Regards protestants se dote d’un nouveau logo.

## Contenu et ligne éditoriale
Regards protestants s'adresse principalement aux protestants francophones dans la perspective d'« accroître la diffusion des idées protestantes dans le web francophone en relayant les contenus des médias protestants et en faisant la promotion des supports d’information (sites, blogs, webzines…) liés à ces médias ». Le site complète cette démarche en « prenant en compte les contenus traitant des actualités et des idées protestantes par d’autres sites ». Plus largement, il souhaite également toucher toutes les personnes qui s’intéressent aux faits religieux.

## Les rubriques du site
- Actualités
  - Société
  - Monde
  - Francophonie
  - Vie des églises
- Bible et théologie
  - L'Evangile aujourd'hui
  - L'Evangile du dimanche
  - Questions théologiques
  - Comprendre la Bible
- Bien vivre
  - Bien-être
  - Couple
  - Famille/Education
  - Santé
- Culture
  - En librairie
  - Cinéma/Séries
  - Arts
  - Musique
  - Histoire
- Religion et spiritualité
  - Vivre sa foi
  - Protestantisme
  - Catholicisme
  - Judaïsme
  - Islam
  - Dialogue interreligieux
- Dossiers thématiques

## Identité visuelle (logos)

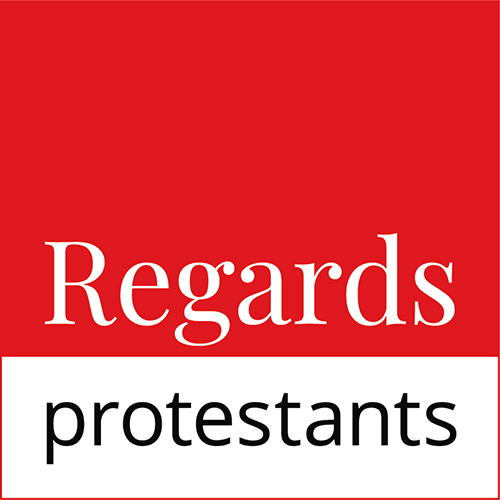
Logo du site
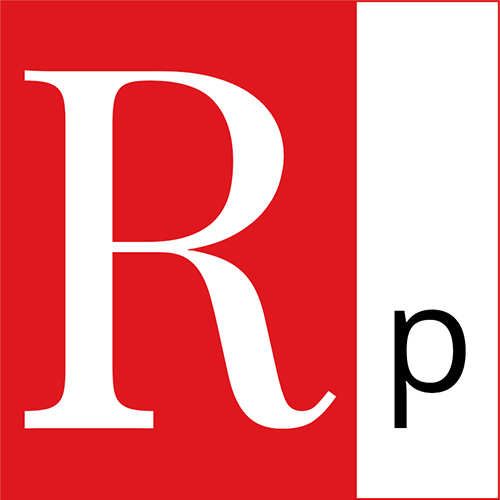
Logo sur les réseaux sociaux

## Regards protestants - Vidéo
Le site Campus protestant - plate-forme de réflexion et de diffusion de la pensée et de la culture protestante, au travers principalement de contenus vidéos - fusionne avec le site Regards protestants en juillet 2022.

## Forum protestant
Dans le prolongement de Regards protestants, Forum protestant est un cercle de réflexion sur les sujets de société mis en place par Olivier Abel.